# Arhimed
Arhimed (grč. Ἀρχıμήδης, Arkhimḗdēs, oko 287.-212. pr. Kr.), poznat i kao Arhimed iz Sirakuze, bio je starogrčki fizičar, astronom i jedan od najvećih matematičara staroga vijeka, navodno jedan od trojice najgenijalnijih matematičara svih vremena. Neko je vrijeme boravio u Aleksandriji, ali najveći dio života proveo je u rodnome gradu.
Upisivanjem pravilnih mnogokuta (poligona) od 6, 12, 24, 38 i 96 stranica u krug i njihovim opisivanjem oko kruga Arhimed je otkrio da se vrijednost broja π nalazi u području od 3 i 1/7 do 3 i 10/71 (a to odgovara približnoj vrijednosti π = 3,14). Proširenjem te metode na druge slučajeve, ne samo u ravnini, nego i u prostoru, Arhimed je vješto izveo mnoge kvadrature ravnih likova i obujme tijelā, a i određivanje položaja težišta tijelā i ravnih likova. Osobito je važan njegov rezultat da se obujmi stošca, kugle i valjka jednakih polumjera i visina odnose kao 1 : 2 : 3. Način određivanja ploština odsječaka parabole i obujma kugle s pomoću načela ravnoteže na poluzi iznio je u djelu O ravnoteži ravnih likova. Osim statike čvrstih tijela, Arhimed je utemeljio je i hidrostatiku. Izumio je: Arhimedov vijak, Arhimedov koloturnik, ali i neke ratne sprave, no za njih je teško odvojiti istinu od legende.

## Životopis
Rodio se 287. godine pr. Kr. Njegov je otac bio Fidija (ali ne kipar Fidija, koji je živio u 5. stoljeću pr. Kr.), astronom i matematičar, jedan od onih profesionalaca koji su bili bliži astrologiji negoli matematici dok ga filozofija uopće nije zanimala. U vrijeme Arhimedova rođenja Fidija je bio relativno siromašan građanin, kakvih je u Sirakuzi bilo mnogo. Međutim, njegovo siromaštvo nije bilo dugoga vijeka jer je uskoro njihov rođak Hijeron zavladao gradom. Fidija je svog sina naučio svemu što je sam znao.

### Aleksandrijska knjižnica
Fidija se izgleda vodio načelom: sinu treba dati znanje u ruke i neka on s njime čini što ga je volja. Arhimed je brzo usvojio očeva znanja koja su za njega bila tek početak naukovanja. Njegov duh tražio je još znanja i učenja, a to mu nitko nije mogao pružiti u Sirakuzi. Stoga je otišao u Aleksandriju (današnji Egipat) gdje su moćni Ptolemejevići osnovali glasovitu Aleksandrijsku knjižnicu. U to vrijeme Aleksandrija je bila središte prirodnih znanosti, što je tada obuhvaćalo astronomiju, matematiku, medicinu i filologiju. Arhimed u Aleksandriji nije postao ono što je mogao i što su najčešće postajali daroviti matematičari, pjesnici i medicinari - dvorjanin koji će kroz svoja djela veličati vladajuću kuću. Njega je prije svega i jedino zanimala matematika.
U Aleksandrijskoj knjižnici, u kojoj se njegovala filozofska svestranost, ali i povlađivalo vladaru Ptolomeju i njegovoj supruzi Euergeti, radilo je mnogo mladih i sposobnih matematičara. Najsvestraniji smatrao se Eratosten, budući Arhimedov prijatelj. Nepisano pravilo nalagalo je slanje svakoga otkrića prije objavljivanja nekomu drugomu matematičaru na provjeru. Tako su vršnjaci Arhimed i Eratosten sve do Arhimedove smrti izmjenjivali brojna pisma u kojima su se nalazila gotovo sva otkrića i jednoga i drugoga. Vrativši se u Sirakuzu, Arhimed se u početku zauzeto bavio astronomijom. Sirakuza nije dugo mogla uživati svoju slobodu te se stoga Arhimed spremao za obranu svojega grada svim raspoloživim sredstvima, izgrađujući nove strojeve u tu namjenu. Svojim izumima prodonio je obrani grada od Rimljana. Bio je i vrstan polemičar, vičan sarkazmu i samokritici.

### Matematika i mehanika
Najviše se bavio svakodnevnim, praktičnim problemima, čija bi rješenja mogla biti primjenjivana na mnogim mjestima, od polja do rudnika. Najveću slavu stekao je svojim raspravama o zaobljenim geometrijskim tijelima, čiju je površinu i obujam izračunavao složenom metodom bliskom današnjem infinitezimalnom računu. Opisao je i zakone poluge, položio osnove hidrostatici i odredio približnu vrijednost broja pi (3,14). Nadalje, izumio je tzv. Arhimedov vijak za podizanje velikih količina vode na višu razinu. Pronašao je i tzv. Arhimedov zakon, što mu je omogućilo (uz poklik Eureka!) otkriće primjene neplemenitih metala u kruni kralja Hijerona. 
Živjeći u isto vrijeme kada i veliki matematičar Apolonije iz Perge, poznat po svojim radovima iz područja stožastih presjeka, Arhimed se koristio svakom prigodom kako bi izazvao svojega suvremenika kojega nije trpio. Netrpeljivost je, uostalom, bila obostrana. Parodirajući naslov Arhimedovog spisa Mjerenja kruga i dostignuća u njemu Apolonije je objavio djelo s naslovom Sredstvo za ubrzavanje porođaja. Arhimed mu nije ostao dužan nego je u jednomu zadatku koji je uputio Eratostenu, napisanome epskim jezikom, apostrofirao Apolonija. Problem koji je postavio Arhimed - vezan uz broj bikova na ispaši – zaista je bio gotovo nerješiv jer upućuje na velike brojeve. Arhimed piše:
Naravno, problem je složen, i izražen u suvremenim oznakama izgleda: t2 - 4 729 494 u2 = 1, a rješenje daje broj od 206 545 decimala, za čije bi zapisivanje bilo potrebno 60 stranica petita.

### Arhimedova smrt
Arhimedova smrt, za vrijeme opsade Sirakuze, poznata je u okvirima koji su do nas stigli zahvaljujući Plutarhovom životopisu vojskovođe Marcela. Međutim, izgleda kako Plutarh stvari dotjeruje kada kaže da se Marcel ljutio i bio ogorčen na vojnika koji je ubio Arhimeda. No, onu poznatu rečenicu koja se pripisuje Arhimedu:
Noli turbare circulus meos (Ne diraj moje krugove) nije ostavio Plutarh nego povjesničar Valerije Maksim. Napisao je: 
Sirakužani nisu smjeli održavati grob svojega velikoga mislioca. Njega je jedva pronašao Ciceron i to zahvaljujući crtežu lopte i valjka koji se nalazio na spomeniku iznad nekoliko stihova urezanih velikome matematičaru u spomen. Odmah sam rekao predstavnicima Sirakuze koji su me pratili da je pred nama bez sumnje Arhimedov nadgrobni spomenik. I zaista, čim su pozvali ljude isjeći korov i krčiti put i čim se približili srupu, u njegovu podnožju uočen je natpis. Dio uklesanih stihova mogao se još pročitati, a ostatak je izbrisalo vrijeme. Na određeno vrijeme bio je i zaboravljen položaj Arhimedova groba.
Arhimedovu slavu pronosili su dalje Arapi i Perzijanci: Išak ibn Hunan, prevoditelj Arhimedova remek-djela O lopti i valjku, Tabit Ibn Kurah, prevoditelj spisa Mjerenje kruga, zatim Almohtaso abil Hasan, al-Džalil as Sijzi, al-Kuhi, al-Mahani, al-Biruni, a posebno Omar Hajam, poznati pjesnik Rubaija, te najveći iranski matematičar Al-Hvarizmi. 

### Plutarh o Arhimedu
Jedan od klasičnih tekstova u kojemu Plutarh otvoreno izražava stav o relativnoj vrijednosti teorijskih i praktičnih istraživanja je Život Marcellusa. Plutarh opisuje kako su Arhimedovi mehanički izumi držali rimsku vojsku u pat–poziciji tijekom opsade Sirakuze 212. pr. Kr. i izražava teorijski i praktični opis Arhimedove genijalnosti. Prema Plutarhu:
Nakon nabrajanja Arhimedovih inženjerskih postignuća, Plutarh zaključuje:
Treba naglasiti kako Plutarh ne navodi izravno Arhimeda, već mu pripisuje neke stavove. Plutarh nije bio inženjer, već dobrostojeći građanin, znanstvenik sa zanimanjem za povijest i filozofiju, blizak platonizmu. Vjerojatno nije daleko od istine da je Arhimed iznad svega cijenio svoje matematičko djelo. Priča o Arhimedovoj želji za nadgrobnim spomenikom možda nije istinita, ali to se sa sigurnošću ne može opovrgnuti ili potvrditi.
S druge strane, kada Plutarh zaključuje da je Arhimed otvoreno prezirao svako umijeće koje služi životnim potrebama, možemo se posumnjati  na izranjaje Plutarhove vlastite platoničke predrasude. Izvještaji koji povezuju Arhimeda s mehaničkim napravama poput po njemu nazvana vijka (naprave za podizanje vode za koju se kaže da ju je izumio tijekom posjeta Egiptu) i složena koloturnika (učinkovitost kojega je navodno pokazao sam vukući natovaren brod) možda su nakićeni, ali posve sigurno pokazuju kako se  Arhimed nije samo zanimao za teorijsku stranu mehaničkih problema, već i za onu praktičnu. Arhimedova objavljena djela apstraktna su i filozofska, većina od kojih kad bi se i odbacila kao legenda, i dalje je vjerojatno kako se Arhimed bavio inženjerskom tehnikom i praktičnim rješenjima. Navodno je svoje poznavanje mehanike koristio u ratno doba i u tomu je smislu djelovao kao antički inženjer (architecton), čije je jedno od područja djelovanja bilo vojno inženjerstvo.
Plutarh je prilično sigurno pretjerao prikazujući Arhimedov prijezir prema inženjerstvu, ako ga i nije u cijelosti krivotvorio. Ipak je znakovito što takve stavove nalazimo u djelu Život Marcellusa, neovisno o tome pripadaju li više Plutarhu negoli samomu Arhimedu. U stavovima obrazovane elite kojoj pripada Plutarh općenito se nailazi na spoj prijezira prema životu inženjera i nepoznavanja njegova djela. Takav stav, koji su snažno podupirali Platon i Aristotel, prevladava među autorima iz svih razdoblja antike.

## Arhimedovi doprinosi
Arhimed tijekom obrane rodnog grada Sirakuze od Rimljana, je postao legendaran po svom tehničkom umijeću konstrukcije ratnih strojeva i pripisuju mu se mnoge ratne sprave (parabolična zrcala za paljenje brodova ili Arhimedove zrake smrti, Arhimedova kandža, najjači katapult u antici i drugo), ali nema valjanih dokaza da su uistinu bile izrađene i korištene.

### Arhimedov zakon
Arhimedov zakon nazvan je po Arhimedu koji je prvi otkrio ovaj zakon, a koji glasi:
Hidrostatski tlak koji djeluje s gornje strane tijela (sl.1) je manji od hidrostatskog tlaka s donje strane. Razlika tih dvaju tlakova rezultira silom koja tjera tijelo prema gore, tj. čini ga lakšim. Tu silu koja djeluje na tijelo uronjeno u tekućinu zovemo uzgon.

### Arhimedov paradoks
Arhimedov paradoks ili hidrostatički paradoks glasi:
Tako je u četiri posude različitih oblika na slici, otvorenih prema istomu atmosferskome tlaku pa, gdje je dubina vode H iznad jednakih iznosa površine A, i sila hidrostatičkog tlaka na dno svih posuda ista.

### Arhimedov vijak
Arhimedov vijak je naprava koja se često tijekom povijesti upotrebljavala za premještanje vode u kanale za natapanje. To je jedan od izuma koji se pripisuje grčkom misliocu Arhimedu, iako postoji i druga teorija po kojoj su za ovaj izum zaslužni stanovnici Babilona prije Arhimeda, a postoji i pretpostavka da su se čuveni vrtovi Babilona natapali uz pomoć ovog tipa sisaljke. Osim toga, Arhimedov vijak je jedna od prvih poznatih sisaljki koje se spominju.

### Poluga
Arhimed nije otkrio polugu, ali je prvi objasnio i matematički objavio zakon poluge:
{\displaystyle T_{1}=M_{1}a=M_{2}b=T_{2},\!}
gdje je: M1 – sila na jednoj strani poluge, M2 - sila na drugoj strani poluge, a – krak sile (udaljenost sile ili težišta tijela do oslonca) M1, b – krak sile M2.

### Arhimedov koloturnik
Arhimedov ili obični koloturnik se sastoji od nekoliko pomičnih i nekoliko nepomičnih kolotura koje su smještene u dva kućišta. Gornje kućište je učvršćeno, a donje je pomično. Preko kolotura prolazi uže, pa na jednom kraju djeluje sila F, dok je drugi kraj pričvršćen na gornje nepomično kućište. Donje se kućište giba zajedno s teretom. Ako je n broj svih kolotura, broj nosećih užeta je isto n. Budući da svako uže nosi dio tereta G/n, to je za dizanje tereta potrebna sila ne uzevši u obzir trenje:
{\displaystyle F_{\rm {}}={\frac {G}{n}}}

### Arhimedove zrake smrti
Čitava je priča, dakle, započela u 3. st. pr. Kr., kada je Arhimed razvio ideju paraboličnog zrcala za paljenje kako bi stvorio prvo oružje u povijesti svijeta utemeljeno na tom načelu. Svi koji su provodili pokuse sa snažnim zrcalima i lećama za paljenje, kako bi fokusirali fantastično moćne zrake i uništavali predmete s velikih udaljenosti, samo su ponavljali Arhimedovo djelo. Ta zamisao, koju kolokvijalno nazivamo idejom o "smrtonosnoj zraci", živa je već stoljećima. Vatra se može zapaliti pomoću refleksije, refrakcije, te jednostavnog i složenog stakla ... Paraboličkim presjekom moguće je još učinkovitije s veće udaljenosti i u kraćem vremenu zapaliti predmete koji se nalaze ispred zrcala za paljenje: rastopit će se čak i olovo i lim,  srebro i zlato. Zahvaljujući tom izumu, Arhimed je izvješću, zapalio rimsko brodovlje u doba kada je Marcelin opsjedao Sirakuzu. U svome djelu Život Pompilijev Plutarh kaže da je vatra koja je gorjela u Dijaninu hramu (zapravo, hramu božice Veste) zapaljena pomoću toga stakla ("staklo" ovdje valja protumačiti kao "zrcalo"). Postavi li se, dakle, nasuprot Suncu, ono će ubrzo zapaliti sve zapaljive predmete, a ako je istina da je Arhimed pomoću paraboličkog stakla postavljenog na gradske zidine spalio brodovlje, udaljenost (koja odgovara dosegu odapete strijele) nije mogla biti veća od deset koraka.

### Katapult
Rekonstrukcije nekih od antičkih oružja omogućile su mu da procijeni granice njihove učinkovitosti. Zaključeno je da je krajnji učinkoviti doseg katapulta bio oko 350 metara. Napredak je bio relativno brz tijekom nekih 150 godina od početka 4. stoljeća pr. Kr. (koliko znamo, topništvo je u opsadi prvi put korišteno kod Motoje, 397. pr. Kr.), a poboljšanja se opažaju sve do 1. stoljeća. Uglavnom, čini se da su istraživanja bila posve iskustvena. Vjerojatno su ih provodili znanstvenici-inženjeri, ali bez primjene bilo kakve znanstvene teorije ili korištenja teorijskih znanja. Nakon desetljeća strpljivih napora i bilježenja znanstvenici-inženjeri u Aleksandriji su došli do praktične i matematički točne "jednadžbe katapulta", koja je sadržavala treći korijen i davala najpovoljnije mjere za bilo koji balistički stroj i njegov projektil. Pomoću te jednadžbe je Arhimed navodno izgradio najveći katapult za izbacivanje kamena. No jednadžba je bila naprosto iskustveno pravilo izraženo matematički. Razvoj katapulta je bio rezultat inženjerskog istraživanja, prije nego primijenjene znanosti.

### Modeli gibanja nebeskih tijela
Ciceron u jednom pismu svom prijatelju i učitelju Posidoniju piše kako je nedavno napravio globus koji svojim okretanjem pokazuje gibanje Sunca, zvijezda i planeta, kako danju, tako i noću, i to baš onako kako se pojavljuju na nebu. Osim toga je napisao kako je Arhimed smislio jedan raniji model koji je oponašao gibanje nebeskih tijela. Čini se da su ostaci Mehanizma iz Antikitere upravo računalo za određivanje dana po solarnom i lunarnom kalendaru. Jedan okretaj glavnog kotača odgovarao je jednoj solarnoj godini, a manji su kotači pokazivali položaj Sunca i Mjeseca, kao i dizanje najvažnijih zvijezda.

### Arhimedova spirala
Arhimedova spirala je transcendentna krivulja koja nastaje kada točka, polazeći iz ishodišta, jednolično obilazi ishodište i jednolično se udaljuje od njega; udaljenost neke točke Arhimedove spirale od ishodišta razmjerna je pripadnom kutu zakreta.

### Arhimedov aksiom
Arhimedov aksiom: za svaka dva realna broja {\displaystyle a,b>0} postoji prirodni broj {\displaystyle n} takav da je {\displaystyle nb>a}.

## Glavna djela
Između očuvanih Arhimedovih djela najvažnija su:
- O kvadraturi parabole;
- O sferoidima i konoidima (Περί σφαıροεıδέων ϰαì ϰωνοεıδέων);
- O kugli i valjku (Περί σφαίρας ϰαì ϰυλίνδρου);
- O mjerenju kruga (Κύϰλου μέτρησıς);
- O tijelima uronjenima u vodu ili o plivanju tjelesa (Περì τῶν ὕδατı ἐφıσταμένων ἤ Περί τῶν ὀχουμένων);
- Račun s pješčanim zrncima;
- O ravnoteži ravnih likova (Ἐπıπέδων ἰσορροπίαı);
- Metoda (Πρὸς ἔφοδου).